# Declino e caduta
Declino e caduta (Decline and Fall) è un romanzo di Evelyn Waugh, pubblicato nel 1928. In italiano è stato tradotto anche con il titolo Lady Margot.
È il primo romanzo pubblicato da Waugh. Un precedente lavoro, intitolato The Temple at Thatch, venne distrutto da Waugh quando era ancora solo manoscritto. Declino e caduta si basa in parte sugli anni universitari che Waugh ha trascorso all'Hertford College, e alla sua esperienza di insegnante in Galles. Il romanzo è una satira della società britannica degli anni '20.

## Trama
Il romanzo racconta la storia di Paul Pennyfeather, studente presso il fittizio Scone College, dell'Università di Oxford, che è espulso per aver attraversato senza i pantaloni il cortile del college, essendo diventato, involontariamente, vittima degli scherzi di un club studentesco. È costretto ad accettare un lavoro come insegnante in un'oscura scuola privata in Galles chiamata Llanabba, gestita dal dottor Fagan. Pennyfeather diventa insegnante privato di uno dei suoi allievi, Peter, e rimane attratto da sua madre Margot Beste-Chetwynde, con cui si fidanza e progetta di sposarsi. Pennyfeather, però, non sa che la fonte del suo reddito è la gestione di bordelli di alta classe in Sud America. Arrestato la mattina del matrimonio, dopo aver eseguito una commissione per Margot connessa alla sua attività, Pennyfeather si assume tutta la colpa per proteggere l'onore della sua fidanzata e viene condannato a sette anni di carcere per traffico di prostituzione. Margot sposa un altro uomo, ministro del governo britannico, e organizza la fuga di Paul dal carcere e la morte fittizia. Alla fine Paul, torna a studiare a Scone, usando ancora il proprio nome, dopo aver convinto il collegio che egli è il lontano cugino del Pennyfeather espulso anni prima.

## Edizioni
- Evelyn Waugh, Declino e caduta, Bompiani, 2010,  p. 238, ISBN 978-88-452-6561-7.